# Болівар (капелюх)

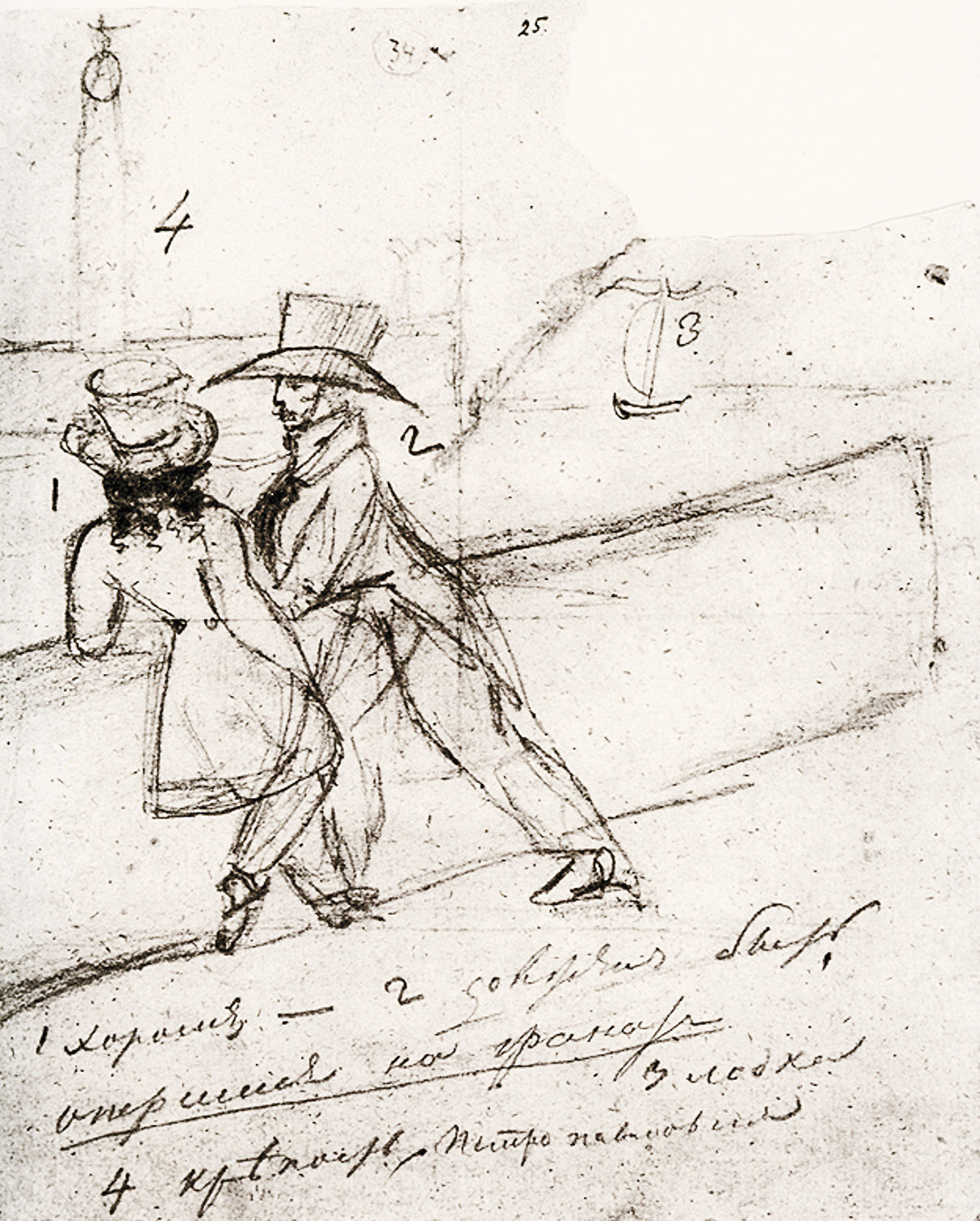
Автограф Пушкіна — автопортрет з Онєгіним на набережній Неви

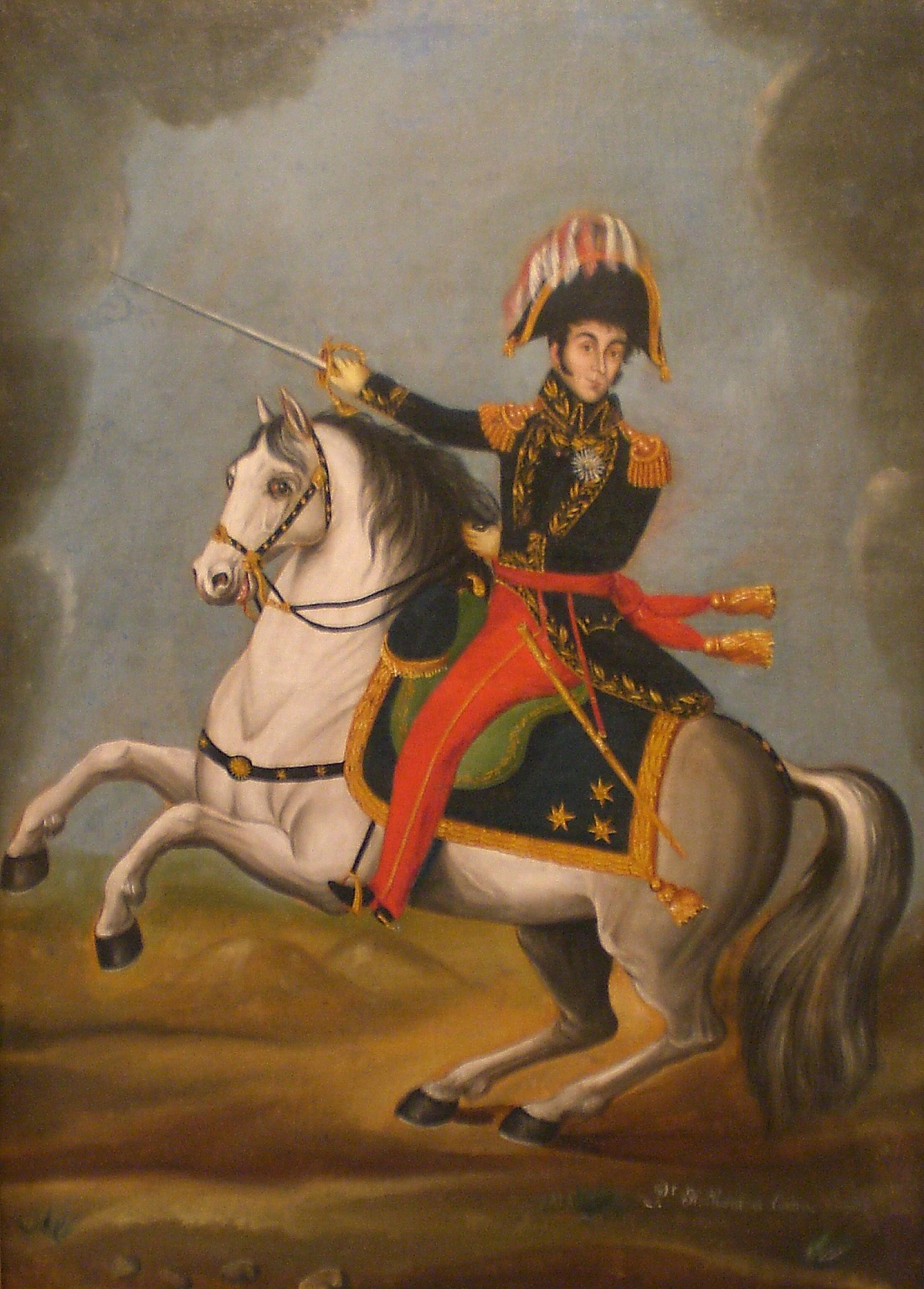
Сімон Болівар не носив крислатих капелюхів

Боліва́р — різновид крислатого капелюха-циліндра, названого на честь Сімона Болівара. Подібні капелюхи з'явилися наприкінці 1810-х років, максимуму своєї популярності досягли на початку 1820-х років.
У № 2 від 1825 року журналу «Московський телеграф» повідомляється, що «чорні атласні капелюхи, звані Боліваровими, виходять з моди, замість них носять капелюхи з білого гроденапля, також з великими полями». Капелюшки-болівари носили також і жінки. Про жіночі головні убори «з білого атласу» з такою назвою згадується в «Московському телеграфі» (№ 5 від 1825 роки).

## У літературі
Болівар з'являється в романі у віршах Олександра Сергійовича Пушкіна «Євгеній Онєгін» (1823—1831):

Покамест в утреннем уборе,

Надев широкий боливар,

Онегин едет на бульвар

И там гуляет на просторе,

Пока недремлющий брегет

Не прозвонит ему обед.

Коментар самого Пушкіна: Капелюх à la Bolívar. У перекладі — капелюх, як у Сімона Болівара, Визволителя Латинської Америки.
У романі «Знедолені» Віктор Гюго пише, що під час боротьби Болівара з Пабло Морильйо капелюхи з вузькими полями, так звані «Морільйо», носили роялісти, а ліберали — капелюхи з широкими полями — «болівари».
Сам Сімон Болівар на більшості портретів зображений не в крислатих капелюхах, а в двокутних, за модою свого часу. Швидше за все, такі капелюхи носив не сам Болівар, а його прихильники з числа сільського населення по боротьбі з іспанцями. Також варто відзначити, що наголос в імені знаменитого латиноамериканця ставиться на другому складі відповідно до норм його рідної мови.